# Kosher Nostra

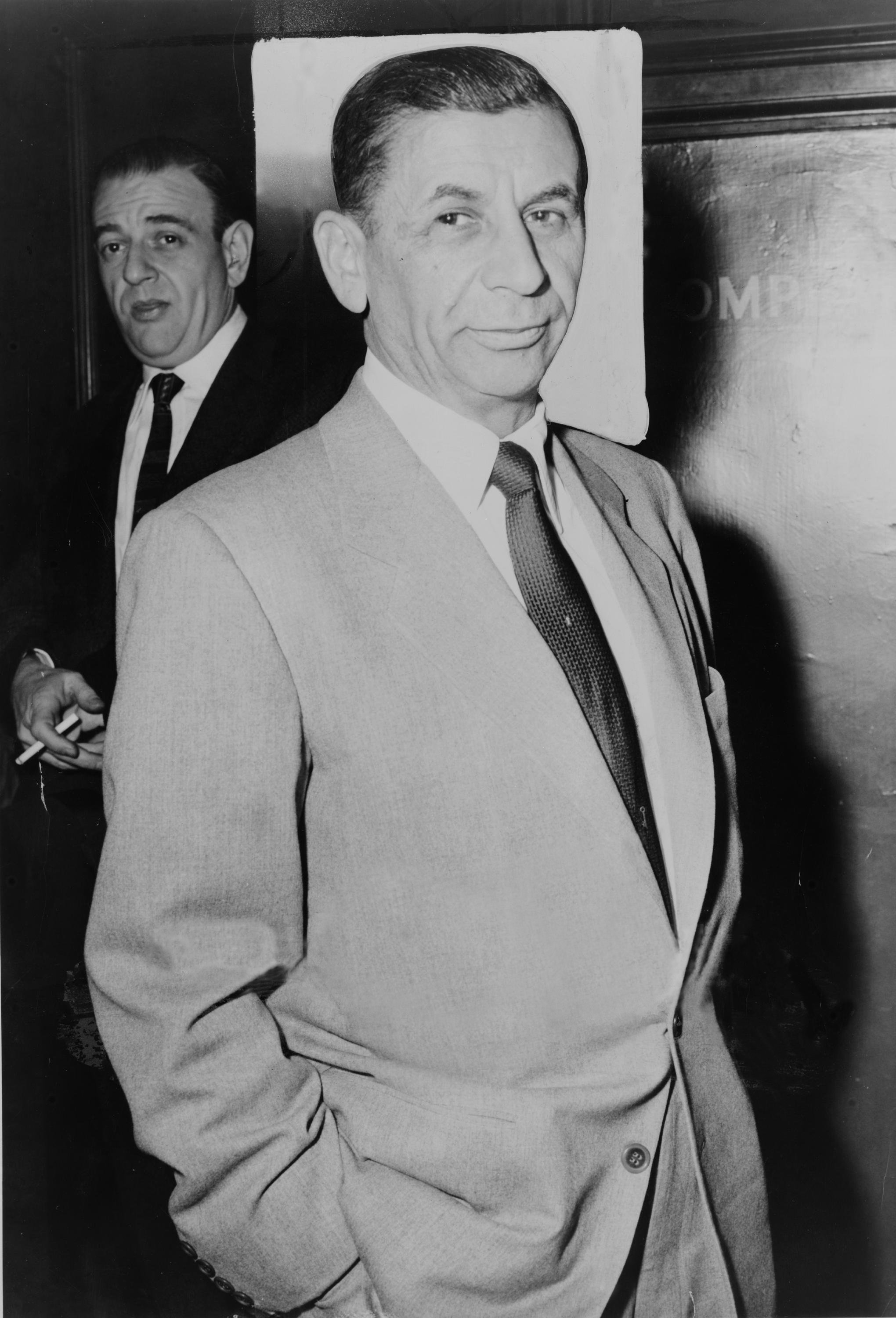
Meyer Lansky

Kosher Nostra (auch yiddisch connection, Jewish mob, Jewish Mafia, Kosher Mafia) war eine jüdisch dominierte Verbrecherorganisation in den USA. Kosher Nostra ist ein Wortspiel aus koscher und Cosa Nostra, der sizilianischen Mafia.
Das im Gegensatz zur klassischen Mafia nicht generationsübergreifende Phänomen hing eng mit der intensiven Einwanderung aus Osteuropa im späten 19. bis frühen 20. Jahrhundert zusammen und hatte seinen räumlichen Schwerpunkt in New York City und seiner Umgebung.

## Etymologie und Adaption
Der Name ist eine Anspielung auf die jüdische Herkunft einiger Mobster – koscher (engl. kosher) ist die hebräische Bezeichnung für „rein“ (siehe insbesondere Jüdische Speisegesetze) und in Anlehnung an die Bezeichnung Cosa Nostra gewählt.
Bekannte zuzurechnende Personen waren insbesondere Arnold Rothstein, Lewis Solon Rosenstiel, Meyer Lansky, Bugsy Siegel, Dutch Schultz, Louis Buchalter, Monk Eastman, Mickey Cohen, Moe Sedway, Gus Greenbaum, Moses Annenberg und Abner Zwillman.
Nach dem Ende der Eastman Gang gehörten später viele Kosher Nostras dem Bugs and Meyer Mob bzw. der von Louis Buchalter angeführten „Murder, Inc.“ („Mord AG“) an und benutzten die Bezeichnung „Murder, Inc.“ bald auch intern, in Zeugenaussagen und späteren Schilderungen. Eine eigene interne Bezeichnung (für die Arbeits- und Organisationszusammenhänge) unter den „Mitgliedern“ gab es nicht, es existierte auch – im Gegensatz zur Cosa Nostra bzw. La Cosa Nostra – kein formaler ritueller Akt der Aufnahme als „Vollmitglied“. Nach einer Legende soll der Sizilianer Lucky Luciano mit dem Gedanken gespielt haben, diesen Ritus für seine „Familien“ abzuschaffen, worauf sein Jugendfreund Meyer Lansky ihm davon abgeraten haben soll. Meyer und andere arbeiteten eng mit der italienischstämmigen Mafia zusammen, eine genuin jüdische, separate Tradition des organisierten Verbrechens ergab sich daraus nicht. Das Prinzip der Schweigepflicht als Prinzip der internen und externen Abschottung wurde ebenso adaptiert, Kronzeugen und Pentiti mit gleicher mörderischer Konsequenz ausgeschaltet.
Ein besonderer eigener externer Begriff entwickelte sich erst spät, da – in Verkennung der Tatsache, dass nur Italiener aus bestimmten Regionen und Familien als Vollmitglied aufgenommen wurden – nicht-italienische Gangster einfach den italo-amerikanischen „Familien“ zugeordnet wurden. Außerdem wurde es üblich, den Begriff Mafia, der ursprünglich nur für die originäre, rein sizilianische Cosa Nostra galt, für jegliche Form organisierter Kriminalität zu benutzen. Mobster wie Meyer Lansky werden deshalb insbesondere in der Presse ebenfalls als „Mafioso“ bezeichnet.
Wurde die interne Bezeichnung Cosa Nostra (ital. für „Unsere Sache“) durch Joe Valachi 1963 öffentlich bekannt, gab es keinen „Pentito“, der eine interne Eigenbezeichnung der Kosher Nostra geliefert hätte.

## Geschichte
Die Kosher Nostra war ein historisch und lokal begrenztes Phänomen der Lebensumstände vor allem osteuropäischer Einwanderer mit jüdischem Hintergrund in den Ghettos von New York City am Anfang des 20. Jahrhunderts. Allein zwischen 1881 und 1910 waren rund 1,6 Millionen jüdische Einwanderer nach New York City gekommen, von denen etwa 1,2 Millionen an der heruntergekommenen Lower East Side lebten. Ihr Leben in den dunklen Mietskasernen, in denen anfänglich auch Tuberkulose und Cholera auftraten, bot zunächst häufig nur die Möglichkeit, zum Beispiel als „Working Poor“ für Hungerlöhne zwölf Stunden in den zahlreichen Kleinmanufakturen („sweatshop“) zu arbeiten. Die Aufstiegsmöglichkeiten zum Beispiel reicher oder ausgebildeter Westeuropäer hatte diese Einwanderergruppe in der Regel nicht.
Die Situation war vergleichbar mit den Schilderungen von Upton Sinclair in seinem sozialkritischen Roman Der Dschungel, der im gleichen Zeitraum spielt und ähnliche Lebensumstände in Chicago schildert. Die vielfältigen illegalen Aktivitäten versprachen dagegen einen schnelleren sozialen Aufstieg, der in letzter Konsequenz zum Berufsverbrechertum mit den ertragreichen Sparten Schutzgelderpressung, Zuhälterei und Glücksspiel führte – ein krimineller Weg, den entsprechende Minderheiten anderer ethnischer Gruppen ebenfalls beschritten hatten.
Rekrutierte sich die amerikanische La Cosa Nostra fast vollständig aus italienischen Einwanderern, die zum Teil schon in Italien mit der Cosa Nostra verbunden waren, oder deren Nachkommen, so spielte für Kosher Nostras das Verbrechen eher eine nur sozial-transitäre Rolle. Die „Karriere“ als Gangster war nur das Phänomen einer Generation. Diese „Kultur des Verbrechens“ wurde im Gegensatz etwa zur amerikanischen Cosa Nostra in der Regel nicht an die Nachkommen weitergegeben und blieb nachfolgenden Generationen häufig weitgehend verborgen.
Mit dem Tod dieser einzigen Gangster-Generation der Kosher Nostra endete diese spezielle Facette des organisierten Verbrechens, während sich die italo-amerikanische Mafia bis zum heutigen Tag immer wieder erneuert.

## Liste bekannter Mitglieder
| Name                            | Geburt    | Tod       | Todesursache                             | Spitzname                                              | Anmerkung |
| ------------------------------- | --------- | --------- | ---------------------------------------- | ------------------------------------------------------ | --- |
| Abrams, Hyman                   | 1901      | 1962      |                                          | Big Mike                                               | u. a. Teilhaber in den Kasinos The Sands und Flamingo in Las Vegas |
| Adelman, Louis                  |           |           |                                          | Fish                                                   | Drogenhändler und Pentito |
| Alberts, Meyer                  |           | 1925      | erschossen                               |                                                        | Little Augie Gang |
| Alderman, Israel                |           |           |                                          | Icepick Willie                                         | Handlanger von David Berman |
| Amberg, Herman                  | 1902      | 1926      | Selbsttötung                             | Hyman                                                  | Amberg-Familie; Gegner der Shapiro-Brüder |
| Amberg, Louis                   | 1897      | 1935      | erschossen                               | Pretty                                                 | „labor racketeering“; Gegner der Shapiro-Brüder |
| Amberg, Joseph C.               | 1892      | 1935      | erschossen                               |                                                        | „labor racketeering“; Gegner der Shapiro-Brüder |
| Annenberg, Maxie                |           |           |                                          |                                                        | urspr. Boss von Dion O’Banion, Bruder von Moses Annenberg |
| Annenberg, Moses                | 1877      | 1942      | natürlicher Tod                          | Moe                                                    | 3 Jahre Haft; Herausgeber des The Philadelphia Inquirer |
| Berman, David                   | 1903      | 1957      | Herzinfarkt                              | Davie the Jew                                          | Assoziierter von Moe Sedway von der Genovese-Familie |
| Berman, Otto                    | 1889      | 1935      | erschossen                               | Abbadabba                                              | Buchhalter von Dutch Schultz |
| Bernstein, Abe                  | 1892      | 1968      | natürlicher Tod                          |                                                        | Anführer der Purple Gang |
| Bernstein, Samuel               |           | 1944      | Krebs                                    | Sam Butch                                              | Chemiker des Drogenhändlers Louis Adelman |
| Bernstein, Sholem               |           |           |                                          | Sol                                                    | Murder, Inc. Fluchtwagenfahrer und Autodieb, später Pentito |
| Bioff, William Morris           | 1900      | 1955      | Bombenattentat                           | Willie                                                 | 42-Gang |
| Birger, Shachna Itzik „Charles“ | 1881      | 1928      | gehängt                                  | Charlie                                                | Rivale der Shelton Brothers Gang |
| Blitzstein, Herbert             | 1934      | 1997      | erschossen                               | Fat Herbie                                             | Associate von Tony Spilotro und der „Hole in the Wall Gang“, Las Vegas |
| Blumenfeld, Isadore             | 1900      | 1981      | Herzinfarkt                              | Kid Cann                                               | Freund von Meyer Lansky |
| Bowdach, Gary                   | 1943      |           |                                          |                                                        | Assoziierter der Gambino-Familie, Geldeintreiber und Auftragsmörder, später als Pentito im Zeugenschutzprogramm |
| Brock, Stanley                  |           |           |                                          | Sunny                                                  | Assoziierter der Gambino-Familie, Geschäftspartner von Gary Bowdach |
| Buchalter, Louis                | 1897      | 1944      | Elektrischer Stuhl                       | Lepke                                                  | Murder, Inc. |
| Chalupowitz, Abraham            |           |           |                                          | Trigger Abe                                            | Murder, Inc. |
| Cicchini, Louis                 |           | 1970      | erschossen                               | Chick                                                  | Assoziierter der Gambino-Familie, Geldeintreiber und Geschäftspartner von Gary Bowdach, wurde von diesem erschossen. |
| Cohen, Irving                   | 1904      | 1991      | natürlicher Tod                          | Big Gangi                                              | Schauspieler und Boxmanager |
| Cohen, Louis                    | 1904      | 1939      | erschossen                               | Louis Kerzner                                          | Labor Slugger War, geboren als Louis Kerzner |
| Cohen, Philip                   | 1906/1907 | 1949      | erschossen                               | Little Farvel                                          | Mitglied der Murder, Inc. |
| Cohen, Mickey                   | 1913      | 1976      | natürlicher Tod                          |                                                        | Zusammenarbeit mit Bugsy Siegel in Las Vegas |
| Dalitz, Morris Barney           | 1899      | 1989      | natürlicher Tod                          | Moe                                                    | Desert Inn, Mentor von Frank Sinatra |
| Diamond, Stanley                | 1940      |           |                                          | Stanley                                                | Assoziierter der Lucchese-Familie, verwandt mit David Diamond |
| Dorfman, Allen                  | 1923      | 1983      | erschossen                               |                                                        | |
| Drucker, Jacob                  | 1905/1906 | 1962      |                                          | Jack, Little Sure Shot                                 | Mitglied der Murder, Inc. |
| Eastman, Monk                   | 1873      | 1920      | erschossen                               | alias Ostermann                                        | Eastman Gang |
| Eisen, Maxie                    |           | 1926      | erschossen                               |                                                        | Präsident der Kosher Meat Peddler's Association; assoziiert mit Dion O’Banion, dann Saltis-McErlane Gang |
| Fein, Benjamin                  | 1887      | 1962      |                                          | Dopey Benny                                            | „labor racketeering“ |
| Feinstein, Irving               |           | 1939      | erstochen und verbrannt                  | Puggy                                                  | ermordet durch die Murder, Inc. |
| Friedmann, Isadore (Irving)     |           | 1939      | erschossen                               | Danny Fields                                           | langjähriger Weggefährte und Geldeintreiber von Louis Buchalter, geriet 1939 in den Verdacht mit den Behörden zu kooperieren |
| Friedman, Oscar                 |           |           |                                          | The Poet                                               | Mitglied der Murder, Inc. und später Pentito |
| Goldberg, Max                   |           | 1926      | erschossen                               |                                                        | Little Augie Gang |
| Goldis, Morris                  |           |           |                                          |                                                        | Geschäftspartner von Louis Buchalter und Jacob Shapiro; angeklagt wegen des Mordes an William Snyder, Präsident der Teamsters Gewerkschaft im Local 138                                                                                    |
| Goldis, William                 |           |           |                                          | Wolfie                                                 | Geschäftspartner von Louis Buchalter und Jacob Shapiro; angeklagt wegen des Mordes an William Snyder, Präsident der Teamsters Gewerkschaft im Local 138                                                                                    |
| Goldstein, Martin               | 1905      | 1941      | Elektrischer Stuhl                       | Bugsy                                                  | Mitglied der Murder, Inc. |
| Golob, Max                      | um 1909   |           |                                          | The Jerk                                               | Murder, Inc. |
| Gordon, Waxey                   | 1886/1889 | 1952      | Krebs                                    |                                                        | Größter „bootlegger“ an der Ostküste der Vereinigten Staaten |
| Greenbaum, Gustav               | 1894      | 1958      | Kehle durchschnitten                     | Gus                                                    | Kasino-Manager in Las Vegas |
| Greenberg, Harry                |           | 1939      | erschossen                               | Big Greenie                                            | alias Harry Schachter; Vertrauter von Louis Buchalter und später Pentito |
| Greenberg, Max                  | 1883      | 1933      | erschossen                               | Big Maxie, Big Head Greenberg                          | Bootlegger und Geschäftspartner von Waxey Gordon und Max Hassel. Hassel und Greenberg fielen 1933 einem Mordanschlag zum Opfer |
| Greenthal, Abe                  | 1826      | 1889      |                                          | General, The                                           | Sheeny Gang, bis kurz vor seinem Tod in Haft |
| Grossman, Morris                | um 1896   | 1925      | erschossen und samt Automobil angezündet |                                                        | Nathan Kaplans Rough Riders Gang; Tatverdächtiger in der Ermordung von Meyer Alberts |
| Guzik, Jake                     | 1886      | 1956      |                                          | Greasy Thumb                                           | Assoziierter des Chicago Outfit |
| Hinkes, Max                     | 1911      | 1995      |                                          | Puddy                                                  | Unterführer von Abner Zwillman |
| Hassel, Max                     | 1900/1901 | 1933      | erschossen                               |                                                        | „bootlegger“ und Geschäftspartner von Waxey Gordon und Maxie Greenberg. Greenberg und Hassel fielen 1933 einem Mordanschlag zum Opfer |
| Hoff, Max                       | 1893      | 1941      | Herzinfarkt                              | Boo Hoo, Boo Boo                                       | Boxmanager und „bootlegger“ in Philadelphia |
| Murray Humphreys                | 1899      | 1965      |                                          | Camel, The; Hump, The                                  | assoziierter Killer des Chicago Outfit |
| Holtz, Hyman                    | 1896      | 1939?     |                                          | Curly; Little Hymie                                    | Assoziierter von Meyer Lansky |
| Horowitz, Harry                 | 1889      | 1914      | Elektrischer Stuhl                       | Gyp the Blood                                          | Lenox Avenue Gang, zum Tode verurteilt wegen des Mordes an Herman Rosenthal |
| Kaplan, Izzy                    |           |           |                                          |                                                        | Bruder von Nathan Kaplan, Rough Riders Gang |
| Kaplan, Nathan                  | 1891/1895 | 1923      | erschossen                               | Kid Dropper                                            | Labor Slugger War, Rough Riders Gang |
| Katzenberg, Jacob               | 1888      |           |                                          | Yasha; The wandering jew                               | Heroinhandel mit Lucky Luciano, Waxey Gordon etc. |
| Keywell, Harry                  | 1910      | 1997      | natürlicher Tod                          |                                                        | The Purple Gang |
| Kovolick, Philip                | 1908      | 1971?     |                                          | Little Farvel                                          | alias Kovalick |
| Kravits, Louis                  |           |           |                                          | Shadows                                                | alias Kravitz |
| Krompier, Martin                |           |           |                                          | The Crumpet, Marty the Wolf                            | Handlanger von Dutch Schultz |
| Landau, Abe                     | 1898      | 1935      | erschossen                               |                                                        | Handlanger von Dutch Schultz |
| Lansky, Meyer                   | 1902      | 1983      | Lungenkrebs                              | The honest Meyer                                       | Freund von Lucky Luciano; Sitz im National Crime Syndicate |
| Lebowitz, Joe                   |           | 1931      |                                          | Nigger Joe                                             | im Kampf gegen die Purple Gang ermordet |
| Levine, Hymie                   |           |           |                                          | Loud Mouth                                             | „bootlegger“ im Loop von Chicago für Al Capone |
| Levine, Samuel                  | 1903      |           |                                          | Red                                                    | eventuell Mörder von Salvatore Maranzano |
| Lewinsky, Benjamin              | 1893      | 1922      | erschossen                               | Ben Brown                                              | alias Levine; Labor Slugger War; ermordet von William Lipshitz |
| Levy, Morris                    | 1927      | 1990      | Krebs                                    |                                                        | Musikproduzent und Assoziierter der Genovese-Familie, 1988 wegen Erpressung zu zehn Jahren Haft verurteilt |
| Lewis, Vach                     |           | 1908      | erschossen                               | Cyclone Louie                                          | Eastman Gang |
| Linsey, Joseph                  | 1899      | 1994      | natürlicher Tod                          |                                                        | Geschäftsverbindung zu Joseph P. Kennedy und Meyer Lansky |
| Lipshitz, William               | 1901      | 19??      |                                          |                                                        | Nathan Kaplans Rough Riders Gang; 1922 wegen des Mordes an Benjamin Levinsky zu lebenslanger Haft verurteilt worden |
| Lorber, Abe                     | 1895      |           |                                          | Little Yiddel                                          | Kautionsagent und Inhaber des Williamsburg Boys Club, eines Treffpunkts von Kriminellen aus Brooklyn. 1935 soll Louis Amberg dort durch Angehörige der Murder, Inc. ermordet worden sein. 1941 wurde Lorber wegen Drogenhandels verurteilt |
| Magoon, Seymour                 | 1908      | unbekannt |                                          | Blue Jaw                                               | Murder, Inc.; später Pentito |
| Marks, Harry                    | um 1906   | 1924      | Drive-by shooting                        | Kid Portchester, manchmal auch Harry Marx, Harry Cohen | Little Augie Gang |
| Martin, Hyman                   | 1903      | 1987      |                                          | Pittsburgh Hymie                                       | Verbindungsmann in Pittsburgh von Moe Dalitz und Lou Rothkopf |
| Midgen, Jacob                   | um 1909   |           |                                          | Kuppy                                                  | Murder, Inc. |
| Minker, Abraham                 | 1898      | 1985      |                                          | Abe                                                    | |
| Minker, Issadore                |           |           |                                          | Izzy                                                   | |
| Mortan, Samuel J.               | 1894      | 1923      |                                          | Nails                                                  | |
| Newman, John                    |           |           |                                          | Joseph Schaeffer, Jeff/Jake Newman                     | Murder, Inc.; Mörder von Abe Wagner und Prohibitions-Agent John Finiello |
| Nitzberg, Irving                | 1909      |           |                                          | Knadles                                                | Murder, Inc. |
| Orgen, Jacob                    | 1894      | 1927      | Drive-by shooting                        | Little Augie                                           | Labor Slugger War |
| Reles, Abe                      | 1906      | 1941      | Sturz oder Sprung aus dem Fenster        | Kid Twist                                              | wichtiger Pentito; Aussage führte zum Ende der Murder, Inc. |
| Rosen, Harry                    |           |           |                                          | Nig                                                    | Big Seven; Assoziierter der Lucchese-Familie |
| Rosenberg, Harvey               | 1950      | 1979      | erschossen                               | Chris                                                  | Assoziierter von Roy DeMeo, einem Mitglied der Gambino-Familie |
| Rosenberg, Louis                | um 1890   | 1914      | Elektrischer Stuhl                       | Lefty Louie                                            | Lenox Avenue Gang, zum Tode verurteilt wegen des Mordes an Herman Rosenthal |
| Rosenstiel, Lewis Solon         | 1891      | 1975      | natürlicher Tod                          |                                                        | enger Freund von J. Edgar Hoover |
| Rosenthal, Frank                | 1929      | 2008      | natürlicher Tod                          | Lefty                                                  | siehe Casino (Film) |
| Rosenthal, Herman               |           | 1912      | erschossen                               |                                                        | Betreiber illegaler Casinos in New York |
| Rosenkrantz, Bernard            | 1902      | 1935      | erschossen                               | Lulu                                                   | Leibwächter von Dutch Schultz |
| Rosenzweig, Jacob               | 1876      | 1947      |                                          | Baldy Jack Rose                                        | |
| Rosenzweig, Joseph              | 1891      | 19??      |                                          | Joe the Grease                                         | Labor Slugger War, Partner von Benny Fein |
| Rothkopf, Louis                 | 1903      | 1956      |                                          | Lou                                                    | brachte Mickey Cohen und Bugsy Siegel zusammen |
| Rothstein, Arnold               | 1882      | 1928      | erschossen                               | The Brain                                              | Mentor von Meyer Lansky, Jack Diamond, Lucky Luciano, Dutch Schultz |
| Sagansky, Harry J.              | 1898      | 1997      |                                          | Doc                                                    | wurde im Alter von 91 inhaftiert |
| Sage, Walter                    |           | 1937      | erstochen                                |                                                        | Murder, Inc. Angehöriger und zuständig für das Glücksspielgeschäft |
| Salles, Sidney                  | um 1906   | 1941      | erschossen                               | Shimmy                                                 | Murder, Inc. Angehöriger und Beteiligter an der Ermordung von Harry Greenberg |
| Schepps (auch Schapps), Samuel  |           | 1936      |                                          | Sam                                                    | Angehöriger der Gruppe um Monk Eastman und Jack Zelig |
| Schiffman, Charles              |           |           |                                          | Charlie Schippman, Morris Feldman                      | Angehöriger der Gruppe um Waxey Gordon |
| Schwartzman, Louis              |           | 1923      | erschossen                               | Midget Louis                                           | Little Augie Gang |
| Seidenschner, Jacob             | um 1885   | 1914      | Elektrischer Stuhl                       | Whitey Lewis                                           | Lenox Avenue Gang, zum Tode verurteilt wegen des Mordes an Herman Rosenthal |
| Schultz, Dutch                  | 1901      | 1935      | erschossen                               |                                                        | Bierbaron der Bronx |
| Sedway, Moe                     | 1894      | 1952      |                                          |                                                        | Zusammen mit Gus Greenbaum und Bugsy Siegel in Las Vegas |
| Shapiro, Irving                 | 1904      | 1931      | erschossen                               |                                                        | Kontrahent der Amberg-Brüder |
| Shapiro, Jacob                  | 1899      | 1947      |                                          | Gurrah                                                 | Partner von Louis Buchalter |
| Shapiro, Meyer                  | 1908      | 1931      | erschossen                               |                                                        | Kontrahent der Amberg-Brüder |
| Shapiro, William                | 1911      | 1934      | lebendig begraben                        | Willie                                                 | Kontrahent der Amberg-Brüder |
| Sherman, Charles                |           | 1935      | ermordet                                 | Chink                                                  | |
| Siegel, Benjamin                | 1906      | 1947      | erschossen                               | Bugsy                                                  | Bugs and Meyer Mob |
| Silverberg, Albert              |           |           |                                          | George Young                                           | Murder, Inc.; Mörder von Abe Wagner und Prohibitions-Agent John Finiello |
| Silverman, Max                  |           |           |                                          |                                                        | Murder, Inc. und Lepke Lieutenant |
| Snyder, Benjamin                |           | 1915      |                                          | Benny                                                  | alias Benjamin Schneider, Labor Slugger War |
| Solomon, Charles                | 1884      | 1933      | erschossen                               | King Solomon                                           | Big Seven |
| Spanish, Johnny                 | 1891      | 1919      | erschossen                               |                                                        | Labor Slugger War; geboren als John Weyler |
| Stacher, Joseph                 | 1902      | 1977      | Herzinfarkt                              | Doc                                                    | Bugs and Meyer Mob |
| Strauss, Harry                  | 1909      | 1941      | Elektrischer Stuhl                       | Pittsburgh Phil                                        | Killer der Murder, Inc. |
| Sykoff, Meyer                   |           |           |                                          | Mickey, Michael Sackett                                | Murder, Inc., Pentito |
| Tannenbaum, Albert              | 1906      | 1976      |                                          | Tic-Toc                                                | Murder, Inc. |
| Tannenbaum, Benjamin            | um 1906   | 1941      | erschossen                               | Benny the Boss                                         | Murder, Inc. |
| Taubman, Morris                 |           |           |                                          |                                                        | Angehöriger der Gruppe um Waxey Gordon |
| Tietlebaum, Harry               | 1889      |           |                                          |                                                        | alias Teitelbaum; Bugs and Meyer Mob |
| Toblinsky, Joseph               | 1879      |           |                                          | Yoski (Nigger); Yesky Nigger                           | Yiddish Black Hand, 1902 inhaftiert im Sing Sing |
| Wagner, Albert                  |           | 1931      | erschossen                               | Albie                                                  | Kontrahent von John (Aces) Mazza, Bruder von Abraham Wagner |
| Wagner, Abraham                 |           | 1932      | erschossen                               | Abe                                                    | untergetauchter Ex-Bootlegger aus New York City, ermordet von Joseph Schaefer und George Young |
| Weinberg, Abraham               | 1897      | 1935      | spurlos verschwunden                     | Gus                                                    | Umfeld von Dutch Schultz |
| Weiss, Emanuel                  | 1906      | 1944      | Elektrischer Stuhl                       | Mendy                                                  | Murder, Inc. |
| Weiss, Samuel                   | um 1904   |           |                                          | Sammy                                                  | Little Augie Gang |
| Wolensky, Moe                   |           | 1942      | erschossen                               | Dimples                                                | Beteiligter in Buchalters und Meyer Lanskys Glücksspielgeschäft. Überredete 1939 Buchalter, sich den Behörden zu stellen, indem er gegenüber Buchalter vorgab, ein Deal bezüglich einer Höchststrafe würde bestehen                        |
| Workman, Charles                | 1908      | 1979      |                                          | Charlie the Bug                                        | Mitglied der Murder, Inc., wegen des Mordes an Dutch Schultz zu 23 Jahren Gefängnis verurteilt worden |
| Yaras, Dave                     | 1912      | 1974      | Herzinfarkt                              | Dave „Yiddles“ Miller                                  | |
| Yaras, Leonard                  |           | 1985      | erschossen                               |                                                        | Sohn von David Yaras |
| Yaras, Ronnie                   |           | 1974      | erschossen                               |                                                        | Sohn von David Yaras |
| Zelig, Jack                     | 1882      | 1912      |                                          | Big Jack                                               | Eastman Gang |
| Zuta, Jacob U.                  | 1888      | 1930      | erschossen                               | (Big) Jack                                             | Al Capone: „don't zuta me“ |
| Zwerbach, Max                   | 1884      | 1908      | erschossen                               | Kid Twist                                              | Anführer der Eastman Gang |
| Zwillman, Abner                 | 1904      | 1959      | gewaltsam erhängt                        | Longhy                                                 | „Pate“ von New Jersey |

## Dokumentationen
Die amerikanische Doku-Fernsehserie American Justice von A&E Network griff das Thema bzw. das Umfeld mehrmals auf:
- Folge 41: „Mob Ladies“: Thema u. a. Virginia Hill, die Freundin von Bugsy Siegel.
- Folge 52: „Vegas & The Mob“: Thema Frank Rosenthal und die Mafia-Casinos in Las Vegas; auch Allen Glick tritt in dieser Episode auf.
- Folge 77: „The Rise and Fall of the Jewish Mobster“: insbesondere Thema Benny Fein, Abe Reles, Dutch Schultz, Meyer Lansky und Bugsy Siegel.